# Річард Аутколт
Річард Фелтон Аутколт (англ. Richard Felton Outcault; 14 січня 1863 — 25 вересня 1928) — американський художник і автор коміксів. Він є творцем серій коміксів «Жовтий малюк» (англ. Yellow Kid) і «Бастер Браун» (англ. Buster Brown) і вважається винахідником сучасних коміксів.

## Біографія
Народився у Ланкастері, штат Огайо. Аутколту було 15 років, коли він вирушив до Цинциннаті і поступив в школу дизайну університету МакМайкена, де навчався протягом трьох років. Там же почав малювати перші комікси.
Після закінчення школи Аутколта технічним ілюстратором найняв Томас Едісоном і він вирушив до Парижа як офіційний художник пересувної виставки Едісона, присвяченої електричному освітленню. У 1890 році переїхав до Нью-Йорка, де приєднався до журналу Electrical World (журналу, що належав одному з друзів Едісона) і став постійним співробітником журналів Truth, Judge і Life.
Після того, як він підписав контракт з New York World, що належить Джозефу Пулітцеру, Пулітцер розмістив комікси Аутколта як кольоровий додаток — у вигляді однопанельного кольорового малюнка на першій сторінці, який називався Hogan's Alley («Алея Хогана»), що зображав події у вигаданих нетрях. Персонаж з цієї панелі, Жовтий Малюк (англ. Yellow Kid), привів до появи відомого словосполучення «жовта преса» (пізніше ставши головним героєм власної серії коміксів — по суті, тих же самих історій, але з іншою назвою). Перший випуск «Алеї Хогана» вийшов 5 травня 1895 року.
У жовтні 1896 року Аутколт перейшов на роботу до Вільяма Рендольфа Герста в New York Journal, де продовжував малювати комікси про Жовтого Малюка. В результаті судового процесу права на назву «Алея Хогана» залишилися у журналу New York World, а права на нову назву «Жовтий Малюк» (Yellow Kid) перейшли до New York Journal.
У 1902 році Атуколт створив нового персонажа — Бастера Брауна (англ. Buster Brown), пустотливого хлопчика, одягненого в стилі Маленького Лорда Фаунтлероя, і його собаку Тайджа. Комікси і персонажі були дуже популярні, і врешті-решт Аутколт ліцензував назви низки споживчих товарів, зокрема черевики Бастера Брауна.
В New York Journal Ауткольт почав експериментувати з використанням декількох «кадрів»/картинок у розвитку сюжету мальованої історії і «повітряними бульбашками», в які вписувався текст промови героїв. Хоча він не був першим, хто використовував цю техніку, саме його використання цих особливостей створило стандарт, яким вимірюються комікси.
Річард Фелтон Аутколт помер у 1928 році у Флашингу, Нью-Йорк. Він похований на меморіальному кладовищі Форест-Лаун в Глендейлі, штат Каліфорнія.